# Mal di mare
Il mal di mare  (in linguaggio medico naupatia) è una sensazione di disturbo, che si manifesta in alcune persone quando viaggiano su imbarcazioni o similari, è causata dalle sensazioni conflittuali afferenti al cervello: dagli occhi giunge l'informazione di essere fermi, mentre dagli organi preposti all'equilibrio arriva un segnale di movimento.
Questo scoordinamento fa generare un segnale d'allarme a tutto il corpo e le prime funzioni a essere bloccate sono quelle della digestione.
A differenza dell'opinione comune, non è il movimento in sé a creare il disturbo.

## Sintomatologia
I sintomi che si manifestano inizialmente è un malessere indefinito, accompagnato da senso di disgusto e ansia; quindi il soggetto viene colto da pallore, sudorazione fredda, cefalea, nausea e vomito.

## Prevenzione
È sufficiente sincronizzare la visuale ai reali movimenti subiti, ovvero trasferire il sistema di riferimento dall'ambiente intorno al soggetto (la nave, l'auto) al riferimento fisso: il mondo esterno. Tipicamente è necessario fissare l'orizzonte esterno finché non lo si vede fermo e orizzontale, l'ambiente della nave intorno al soggetto deve invece apparire in movimento (tipicamente oscillatorio).
Appena effettuata questa mutazione del sistema di riferimento il disturbo dovrebbe cessare.
Da evitare il leggere, guardare la TV, anche guardare un vicino mentre si parla: ogni posizione che nasconda il mondo esterno.

## Terapia
Considerato che la problematica è comportamentale il trattamento farmacologico non dovrebbe essere necessario. A seconda del soggetto può aiutare uno stimolante come il caffè o un calmante come la camomilla, sono anche in commercio farmaci basati su la scopolamina, la prometazina e il dimenidrinato.